# Hans-Joachim Bartmuß
Hans-Joachim Bartmuß (* 19. Juli 1929 in Großkorbetha; † 6. Januar 2023) war ein deutscher Historiker auf dem Gebiet der mittelalterlichen und neueren Geschichte.

## Leben und Leistungen
Hans-Joachim Bartmuß legte 1948 sein Abitur ab und begann anschließend eine Neulehrerausbildung. 1949 wurde er Grundschullehrer in Merseburg. 1950 legte er die erste Lehrerprüfung ab und begann ein Geschichtsstudium an der Martin-Luther-Universität Halle-Wittenberg, das er 1954 als Diplom-Historiker abschloss. Anschließend wurde er wissenschaftlicher Assistent und 1961 Oberassistent am Institut für Deutsche Geschichte an der hallischen Universität. Ab 1959 hatte Bartmuß einen Lehrauftrag zur Geschichte des Mittelalters und war befugt, Vorlesungen zu halten. 1962 erfolgte die Promotion bei Leo Stern und Erich Neuß mit einer Dissertation zum Thema: Zur Entstehung des frühfeudalen deutschen Staates. Eine kritische Auseinandersetzung mit den wichtigsten Thesen der bürgerlichen deutschen Mediaevistik über die Ursachen und Triebkräfte im Entstehungsprozeß des frühfeudalen deutschen Staates und die Politik der beiden ersten Könige aus dem sächsischen Herrscherhause.
Ab 1964 nahm Bartmuß eine Dozentur für deutsche Geschichte des Mittelalters in Halle (Saale) wahr und wurde 1968 offiziell zum Dozenten berufen. 1968 bis 1971 war er zudem Fachrichtungsleiter für Geschichte, von 1971 bis 1974 stellvertretender Direktor für Erziehung und Ausbildung sowie von 1976 bis 1979 stellvertretender Direktor für Forschung an der Sektion Geschichte/Staatsbürgerkunde. 1971 erfolgte die Promotion B mit Arbeiten zu Problemen der Herausbildung des Feudalismus und der Rolle der entstehenden Feudalklasse in Deutschland. Vom Jahr darauf bis Ende 1992 war Hans-Joachim Bartmuß ordentlicher Professor und Inhaber des Lehrstuhls für Geschichte des Mittelalters an der Martin-Luther-Universität Halle-Wittenberg. Von 1979 bis 1990 war er zudem Direktor seiner Sektion.
Neben der Geschichte des Mittelalters, in der sich Bartmuß vor allem mit der Herausbildung der Feudalgesellschaft beschäftigte, forschte er auch zu Nikolaus Kopernikus, Friedrich Ludwig Jahn und der Geschichte Sachsen-Anhalts. Hans-Joachim Bartmuß war seit 2004 Ehrenpräsident der Friedrich-Ludwig-Jahn-Gesellschaft.
Daneben galt sein Engagement auch dem Sport, zunächst bis 1963 als aktiver Fechter (Florett und Säbel), von 1968 bis 1987 als Vorsitzender und dann Ehrenvorsitzender der HSG Wissenschaft Halle/S. (später USV Halle/S.), 1988 bis 1990 als Präsident des Präsidiums für Hoch- und Fachschulsport des DTSB, 1990 bis 1996 als Präsident und dann Ehrenpräsident des Fechterbundes Sachsen-Anhalt e.V. sowie 1992–1994 als Vizepräsident des Landessportbundes Sachsen-Anhalt.

## Schriften
- Deutsche Geschichte (Hrsg., 3 Bände), DVW, Berlin 1965–1968
- Die Geburt des ersten deutschen Staates. Ein Beitrag zur Diskussion der deutschen Geschichtswissenschaft um den Übergang vom ostfränkischen zum mittelalterlichen deutschen Reich, DVW, Berlin 1966 (Schriftenreihe des Instituts für Deutsche Geschichte an der Martin-Luther-Universität Halle-Wittenberg, Bd. 2)
- mit Heinz Kathe: Kleine Geschichte Sachsen-Anhalts. Von den Anfängen bis zur Gegenwart. mdv, Halle 1992, ISBN 3-354-00785-0.
- Strasse der Romanik. Kunst- und Kulturführer Sachsen-Anhalt, Edition Leipzig, Leipzig 1994, ISBN 3-361-00401-2
- mit Eberhard Kunze & Josef Ulfkotte: „Turnvater Jahn“ und sein patriotisches Umfeld. Briefe und Dokumente 1806–1812. Böhlau Verlag, Köln-Weimar-Wien 2008
- mit Josef Ulfkotte: Nach dem Turnverbot. „Turnvater“ Jahn zwischen 1819 und 1852. Böhlau Verlag Köln Weimar Wien 2011